# Liste des maires d'Eauze
Cet article dresse une liste par ordre de mandat des maires d'Eauze.

## Liste des maires

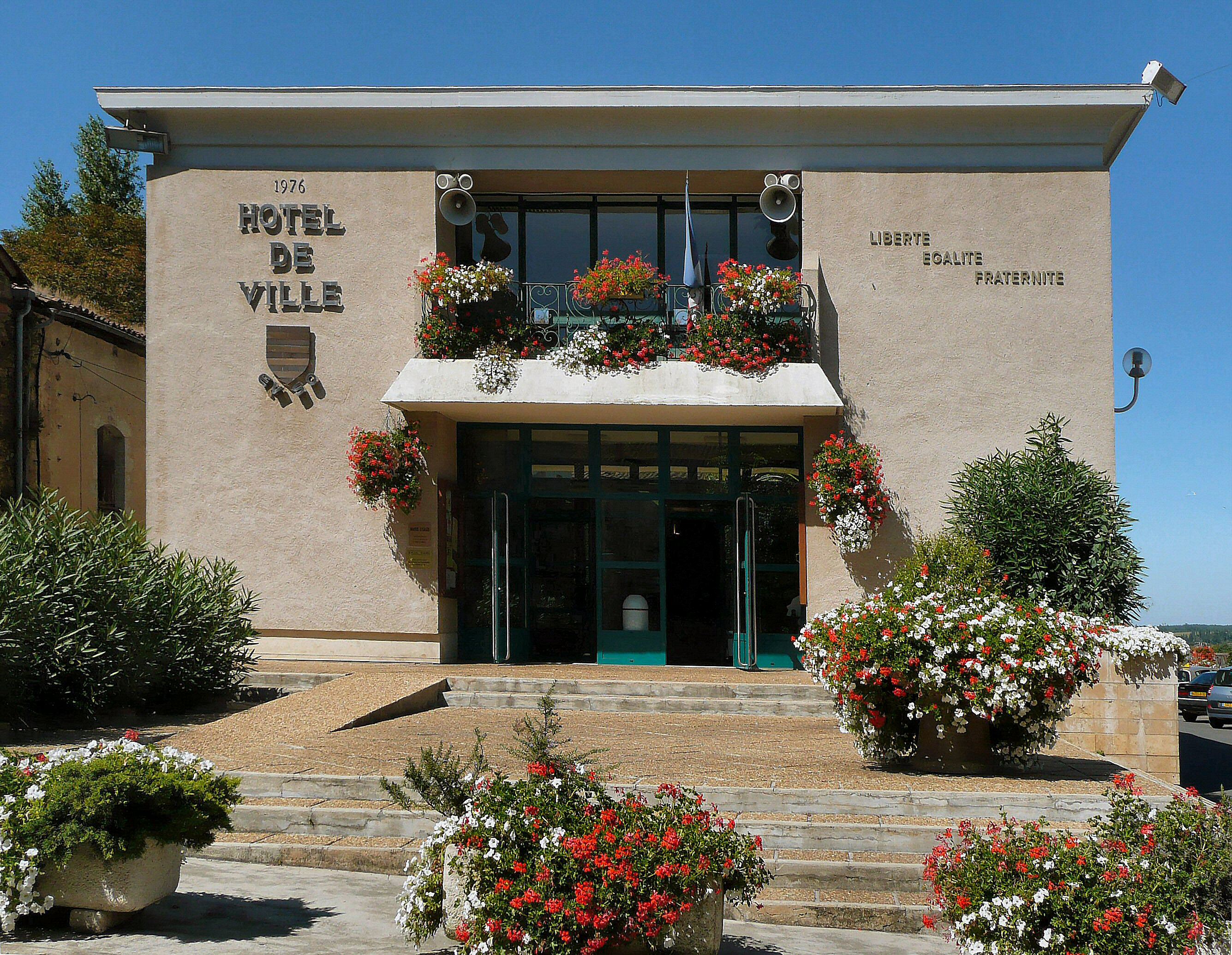
L'hôtel de ville d'Eauze.

| Période       | Période       | Identité                                                     | Étiquette          | Qualité                                                                             |
| ------------- | ------------- | ------------------------------------------------------------ | ------------------ | ----------------------------------------------------------------------------------- |
| janvier 1790  | mai 1790      | Duvernier d'Esplavis                                         |                    |                                                                                     |
| mai 1790      | 1791          | Joseph Marpoy de Sabazan                                     |                    |                                                                                     |
| 1791          | 1791          | François Xavier Thore                                        |                    |                                                                                     |
| 1792          | 1800          | Jean-François d'Aydie de Bétoulin (Jean-François Daydie)     |                    |                                                                                     |
| 1800          | 1803          | Joachim Poublanc                                             |                    |                                                                                     |
| 1803          | 1811          | Jean-Louis Noël                                              |                    |                                                                                     |
| 1811          | 1818          | Jean Lacombe                                                 |                    |                                                                                     |
| 1818          | 1830          | Jacques Donatien de Mibielle-Duvernier                       |                    |                                                                                     |
| 1830          | 1830          | Victor Gounon                                                |                    | Conseiller général d'Eauze Député                                                   |
| 1830          | 1848          | Arnaud Julien Canot                                          |                    | Conseiller général d'Eauze                                                          |
| 1848          | 1852          | Victor Gounon                                                |                    | Conseiller général d'Eauze Député                                                   |
| 1852          | 1854          | Jean François Xavier Dusclaux                                |                    |                                                                                     |
| 1854          | mai 1858      | Victor Gounon                                                |                    | Conseiller général d'Eauze Député                                                   |
| 1858          | 1860          | François Perrier                                             |                    |                                                                                     |
| 1861          | 1869          | Léopold de Laubadère                                         |                    |                                                                                     |
| 1870          | 1870          | Henri Espéron Lacaze de Sardac                               |                    |                                                                                     |
| 1870          | 1871          | Léopold de Laubadère                                         |                    |                                                                                     |
| 1871          | 1879          | Henri Espéron Lacaze de Sardac                               |                    |                                                                                     |
| 1880          | 1881          | Pascal Meynard                                               |                    |                                                                                     |
| 1881          | 1882          | Ernest Mosquart                                              |                    | Conseiller général d'Eauze                                                          |
| 1882          | 1884          | Jean-Marie Abadie                                            |                    |                                                                                     |
| 1884          | 1886          | Philippe Duputs                                              |                    |                                                                                     |
| 1886          | 1889          | François de Sabbathier                                       |                    |                                                                                     |
| 1889          | 1908          | Marcelin Saint-Blancat                                       |                    |                                                                                     |
| 1908          | 1912          | Henri Dupeyron                                               |                    |                                                                                     |
| 1912          | fin 1919      | Alexandre Lian                                               |                    |                                                                                     |
| fin 1919      | mai 1925      | Philippe Festal                                              |                    |                                                                                     |
| mai 1925      | juin 1930     | Maurice Sost                                                 |                    |                                                                                     |
| juin 1930     | février 1934  | Jules Courrèges                                              |                    |                                                                                     |
| février 1934  | mai 1935      | Robert Daury                                                 | SFIO               | Conseiller général d'Eauze                                                          |
| mai 1935      | décembre 1940 | Robert Daury                                                 | SFIO               | Conseiller général d'Eauze                                                          |
| décembre 1940 | 1944          | Délégation spéciale Gaëtan Loiseley Christian de La Barrière | Favorable à Vichy  |                                                                                     |
| 1944          | 1945          | Commission municipale Robert Daury                           | Anciens Résistants |                                                                                     |
| 1945          | 1965          | Robert Daury                                                 | SFIO               | Conseiller général d'Eauze                                                          |
| 1965          | 1971          | Jean Desqué                                                  | CIR puis PS        | Conseiller général d'Eauze                                                          |
| 1971          | 1989          | Jean Faget,                                                  | RPR                | Conseiller général d'Eauze Député                                                   |
| mars 1989     | mars 2008     | Pierre Pédussaut                                             | PS                 | Conseiller général d'Eauze                                                          |
| mars 2008     | en cours      | Michel Gabas,                                                | UMP puis LR        | Pharmacien, Conseiller général d'Eauze Conseiller départemental d'Armagnac-Ténarèze |